# Mễ Đông
Mễ Đông (chữ Hán giản thể: 米东区) là một quận thuộc địa cấp thị Ürümqi của Khu tự trị Tân Cương, Cộng hòa Nhân dân Trung Hoa. Quận này có diện tích 3407,42 ki-lô-mét vuông, dân số 296.000 người. Về mặt hành chính, quận này được chia thành 6 nhai đạo, 5 trấn và 2 hương. Mễ Đông được thành lập năm 2007 từ hai quận Đông Sơn và Châu tự trị dân tộc Hồi Xương Cát của thành phố Ürümqi.